# Cycloolefin-Copolymere
Cycloolefin-Copolymere (COC) sind eine Klasse von technischen Polymeren.

## Synthese
Cycloolefin-Copolymere werden durch metallocen-katalysierte Copolymerisation von Cycloolefinen (wie Norbornen) mit Alk-1-enen (wie Ethen) gewonnen.

## Eigenschaften
Obwohl nur aus Olefinen bestehend, sind COC im Gegensatz zu den teilkristallinen Polyolefinen wie Polyethylen und Polypropylen amorph und damit transparent. Die Eigenschaften von COC lassen sich durch Veränderung der Einbauverhältnisse von zyklischen und linearen Olefinen in einem weiten Bereich verändern. Im Wesentlichen wird damit die Wärmeformbeständigkeit in einem Bereich von 65 bis 190 °C eingestellt.
Allen COCs gemeinsam sind eine Reihe von Eigenschaften wie gute thermoplastische Fließfähigkeit, hohe Steifigkeit, Festigkeit und Härte sowie niedrige Dichte und hohe Transparenz bei guter Säure- und Laugenbeständigkeit. Der Transmissionsgrad im visuellen Wellenlängenbereich beträgt 91 %. Der Kunststoff besitzt einen Brechungsindex von 1,53 bei 589 nm und zeichnet sich durch geringe Doppelbrechung sowie Eigenfluoreszenz aus. Mit einer Abbe-Zahl von 56 ist COC vergleichbar mit PMMA und eignet sich deshalb für Kunststoffoptiken mit geringer Dispersion. COC weist im Vergleich zu anderen Polymeren wie PMMA, PS und PC eine praxisrelevante höhere Transmission im UV-Bereich bis 230 nm auf.

## Verarbeitung
COC eignet sich für typische Umformverfahren wie Spritzgießen, Blasformen und Extrudieren. Als Verbindungsverfahren kommen Ultraschallschweißen und Kleben mit vorangegangener Plasmareinigung zum Einsatz.

## Verwendung
COC vereint einige physikalische Eigenschaften, die es für die Herstellung von optischen Bauelementen prädestinieren. Kommerzielle Anwendungen von COCs sind daher verschiedene optische Funktionsfolien in Flachbildschirmen sowie Linsen und Sensoren. Im Bereich Medizin/Diagnostik sind die hervorragende Biokompatibilität, insbesondere Blutverträglichkeit sowie die äußerst  geringe Wasseraufnahme/Wasserdampfdurchlässigkeit hervorzuheben. In der Medizin/Diagnostik werden vorgefüllte Spritzen, Mikrotiterplatten, Küvetten und Fläschchen eingesetzt. Auch als Blisterverpackung und Schrumpf- oder Twistfolie kommen COCs zum Einsatz.